# Barry Nicholson
Barry Nicholson (ur. 24 sierpnia 1978 w Dumfries) – szkocki piłkarz występujący na pozycji pomocnika w Kilmarnock